# Stronnictwo Patriotyczne

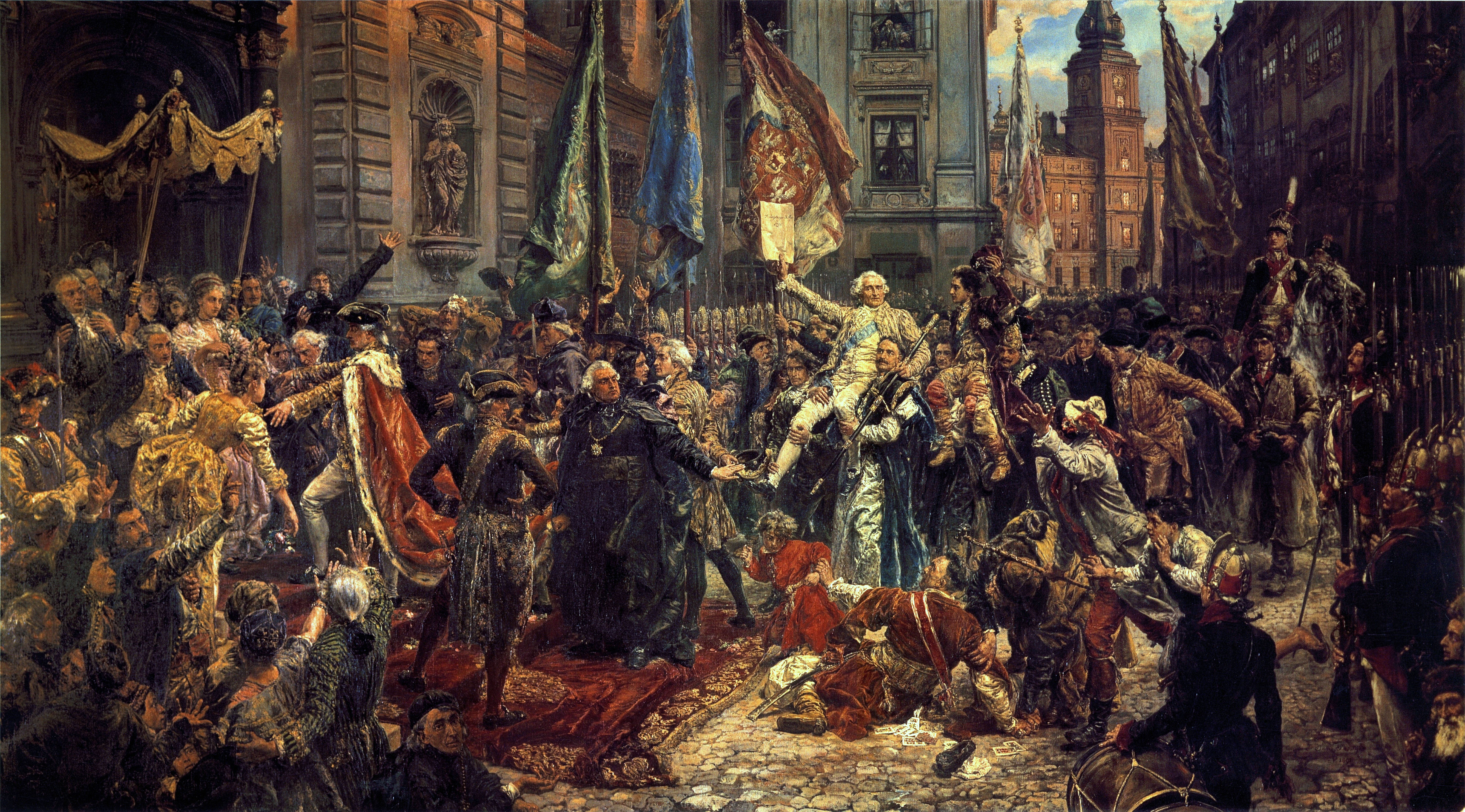
Costituzione del 3 maggio, di Matejko, 1891. Re Stanislao Augusto (a sinistra, con il regale mantello bordato di ermellino) entra nella Cattedrale di San Giovanni, dove i deputati del Sejm giureranno di rispettare la nuova Costituzione. Sullo sfondo, il Castello Reale di Varsavia, dove è stata appena adottata la Costituzione.

Lo Stronnictwo Patriotyczne ("Partito patriottico"), fu un movimento politico nella Confederazione Polacco-Lituana nel periodo del Sejm Quadriennale (Grande Sejm) del 1788-1792, il cui principale risultato fu la Costituzione del 3 maggio 1791. I riformatori miravano a rafforzare il fragile apparato politico della confederazione, a rafforzarne l'apparato militare e a ridurre l'influenza politica straniera, in particolare quella dell'Impero russo. È stato definito il primo partito politico polacco, sebbene non avesse una struttura organizzativa formale. Il partito si ispirava agli ideali della Rivoluzione francese, e il suo nome, da loro stessi orgogliosamente usato, era un omaggio ai patrioti olandesi, fazione nella Repubblica delle Sette Province Unite.
Il Partito Patriottico cessò di esistere subito dopo l'adozione della Costituzione quando, nella Guerra in Difesa della Costituzione, i Confederati di Targowica, sostenuti dai russi, rovesciarono il governo riformato. Nel 1795 la terza spartizione della Polonia pose fine all'esistenza indipendente della Confederazione. Molti leader del movimento emigrarono all'estero. Il partito è considerato il primo partito di sinistra nella storia della Polonia, date le sue aspirazioni riformiste ed egualitarie, così come il suo impegno per la liberazione nazionale.

## Storia
Il movimento riformista rispondeva alla situazione sempre più pericolosa della Confederazione polacco-lituana
, che solo un secolo prima era stata una delle maggiori potenze europee e il più grande stato del continente. All'inizio del XVII secolo, i magnati di Polonia e Lituania controllavano lo stato e si assicuravano che non venissero attuate riforme che potessero indebolire il loro status privilegiato (la cosiddetta "Libertà dorata").
La peculiare istituzione parlamentare del liberum veto ("veto libero"), in vigore dal 1652, aveva in linea di principio consentito a qualsiasi deputato del Sejm di annullare tutta la legislazione che era stata adottata da quel Sejm. Grazie a questo espediente, i deputati corrotti dai magnati o dalle potenze straniere, o semplicemente contenti di credere di vivere in una sorta di "Età dell'Oro", paralizzarono il governo della Confederazione per oltre un secolo. Il governo era sull'orlo del collasso, cosa che diede origine al termine "anarchia polacca".
L' Illuminismo aveva acquisito grande influenza in alcuni circoli del Commonwealth durante il regno (1764-1795) del suo ultimo re, Stanisław August Poniatowski. Di conseguenza, il re aveva proceduto con riforme caute, come l'istituzione di ministeri fiscali e militari e una tariffa doganale nazionale. Tuttavia, l'idea di riforme nel Commonwealth fu vista con crescente sospetto non solo dai magnati, ma anche dai paesi vicini, che erano soddisfatti dello stato di cose contemporaneo del Commonwealth e aborrivano il pensiero di una potenza risorgente e democratica ai loro confini.
La prima delle tre successive spartizioni del territorio della Confederazione del XVIII secolo che alla fine avrebbero cancellato la Polonia dalla mappa dell'Europa sconvolse gli abitanti della Confederazione e rese chiaro agli individui progressisti che lo Stato doveva riformarsi o sarebbe perito. Già prima della prima spartizione, un deputato del Sejm era stato inviato a chiedere ai filosofi francesi Gabriel Bonnot de Mably e Jean-Jacques Rousseau di redigere una bozza di costituzione per una nuova Polonia. Mably aveva presentato le sue raccomandazioni nel 1770-71; Rousseau aveva terminato le sue (Considerazioni sul governo della Polonia) nel 1772, quando la prima spartizione era già in corso.
Con il sostegno dei magnati più progressisti, come la famiglia Czartoryski e il re Stanisław August Poniatowski, venne introdotta una nuova ondata di riforme. Un'importante opportunità di riforma sembrò presentarsi durante il "Grande" o " Sejm quadriennale " del 1788-92, che si aprì il 6 ottobre 1788. Gli eventi mondiali giocavano ora a favore dei riformatori. I vicini della Polonia erano troppo impegnati con le guerre (la Prussia con la Francia, la Russia e l'Austria con l' Impero Ottomano) e con i loro problemi interni per intervenire con la forza in Polonia. La nuova alleanza tra la Confederazione polacco-lituana e la Prussia sembrava garantire sicurezza contro l'intervento russo.

### Riforme e successi
Il Partito fu fondato durante il Sejm quadriennale (Grande Sejm) del 1788-92 da individui che cercavano riforme volte a rafforzare la Confederazione polacco-lituana, incluso il tentativo di riaffermare l'indipendenza della Polonia dall'Impero russo. Il suo scopo era quello di redigere e approvare leggi per sistemare la Confederazione in difficoltà. Il Partito lavorò per abolire il Consiglio permanente dominato dai magnati e dai russi e per ampliare l' esercito polacco. Il Partito fu modellato su un'organizzazione simile che aveva recentemente iniziato a operare nella Francia rivoluzionaria.
Il partito ricevette il sostegno di tutti gli strati della società polacco-lituana, dalle élite sociali e politiche, compresi alcuni magnati, attraverso i cattolici illuminati scolopi, fino alla sinistra radicale. L'ala conservatrice, o destra, del partito, guidata da magnati progressisti come Ignacy Potocki, suo fratello Stanisław Kostka Potocki e il principe Adam Kazimierz Czartoryski, cercò l'alleanza con la Prussia e sostenne l'opposizione al re Stanisław August Poniatowski. I centristi del partito, tra cui Stanisław Małachowski, desideravano un accomodamento con il re. L'ala sinistra liberale (i giacobini polacchi), guidata da Hugo Kołłątaj (gruppo noto come "Fucina di Kołłątaj"), cercò il sostegno del popolo di Varsavia. 
La Fucina fu tra i gruppi più attivi e notevoli nel movimento di riforma. Le proposte della Fucina erano molto raffinate; la "Legge politica" di Kołłątaj, che includeva una proposta per una nuova costituzione, divenne una delle principali fonti di ispirazione per la nuova costituzione dibattuta.
Nel 1790, il partito ottenne il sostegno reale, quando il re si unì ai riformatori. Durante il Sejm quadriennale, il partito ottenne varie riforme come il miglioramento dell'amministrazione territoriale, l'abolizione del Consiglio permanente, l'aumento dell'esercito a 100.000 soldati e il miglioramento e l'aumento della tassazione, con un'imposta sul reddito per la Chiesa e i nobili. Nel suo risultato più importante, il partito ottenne l'adozione della Costituzione del 3 maggio 1791. La costituzione riformò ulteriormente l'esecutivo e il legislativo, in particolare abolendo il liberum veto e reintroducendo la monarchia ereditaria nella Confederazione. La Costituzione è stata descritta come una delle prime costituzioni moderne, e uno dei primi tentativi, al di fuori della Francia, di dare vita agli ideali dell'età dell'Illuminismo. Dopo l'approvazione della Costituzione, il Partito formò la Società degli Amici dell'Ordinanza del Governo (Zgromadzenie Przyjaciół Konstytucji Rządowej), un club politico, per difendere le riforme già attuate e per promuoverne altre, anche economiche. Il Partito e la Società sono spesso indicati come il primo partito politico polacco.
Nel 1791-1792, il Partito fu sostenuto da un giornale, Gazeta Narodowa i Obca ("Gazzetta Nazionale ed Estera"), che fungeva da organo di stampa informale del Partito.

### Opposizione e fallimento
Gli oppositori del Partito Patriottico erano per lo più raggruppati nel Partito degli Hetmani (Stronnictwo hetmańskie), e includevano gli Hetmani Stanisław Szczęsny Potocki, Franciszek Ksawery Branicki e Seweryn Rzewuski. Formarono la Confederazione di Targowica in difesa del sistema della Libertà dorata e delle Leggi Cardinali, e chiesero assistenza all'Impero russo. L'imperatrice Caterina II di Russia acconsentì prontamente, poiché vedeva la Costituzione come una minaccia all'influenza russa nella Confederazione e un possibile pericolo a lungo termine per la monarchia assoluta nella stessa Russia.
Dopo la Guerra in difesa della Costituzione, vinta dai Confederati e dai loro alleati russi, i principali leader del Partito Patriottico – Kołłątaj, Potocki, Małachowski – emigrarono all'estero, dove prepararono il terreno per l'Insurrezione di Kościuszko del 1794. Il successivo fallimento di quella rivolta portò a sua volta alla Terza spartizione della Polonia, ponendo fine all'esistenza della Confederazione polacco-lituana. I tentativi del Partito Patriottico di riformare lo Stato portarono quindi alla sua totale scomparsa.

## Membri principali

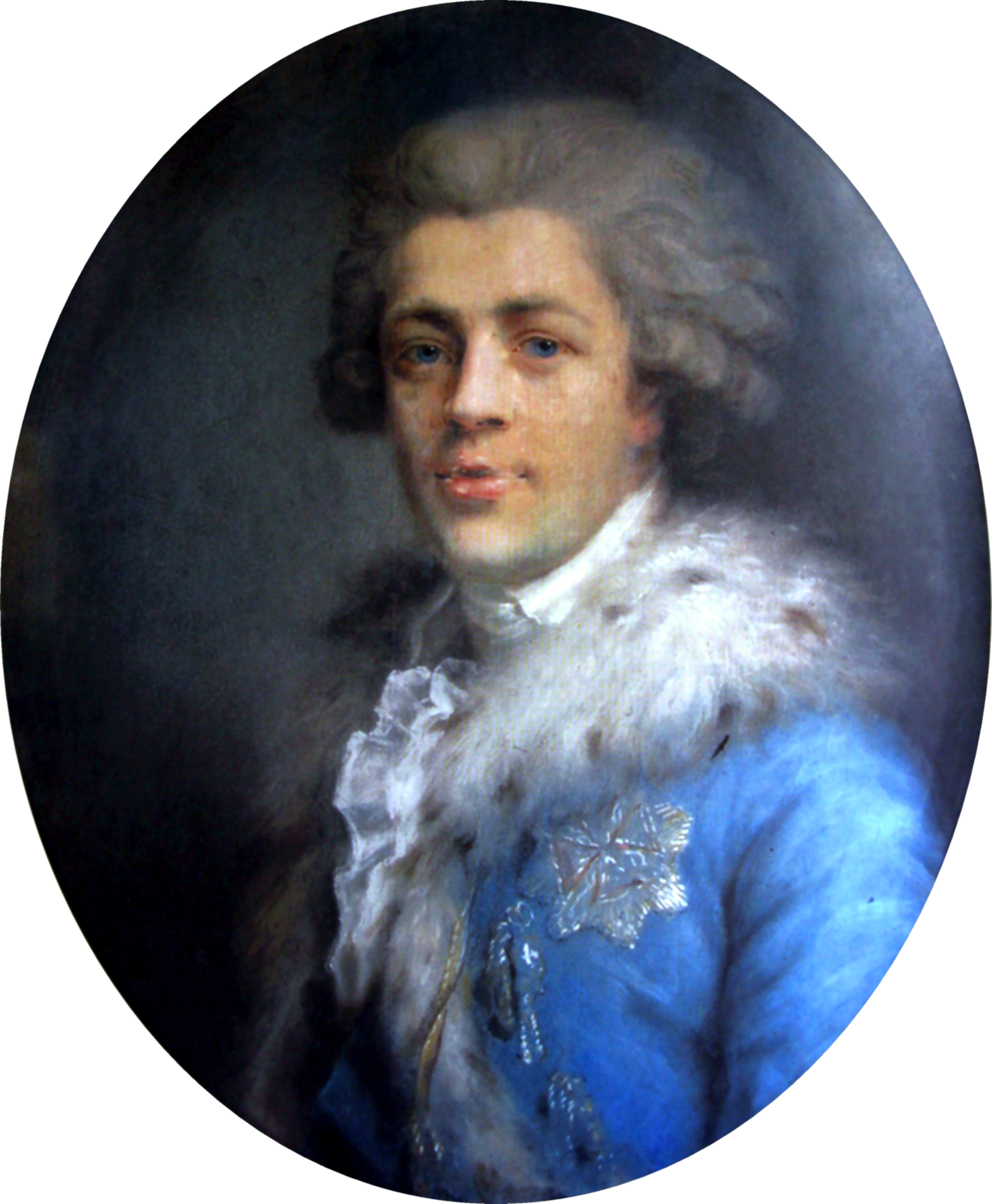
Ignacy Potocki
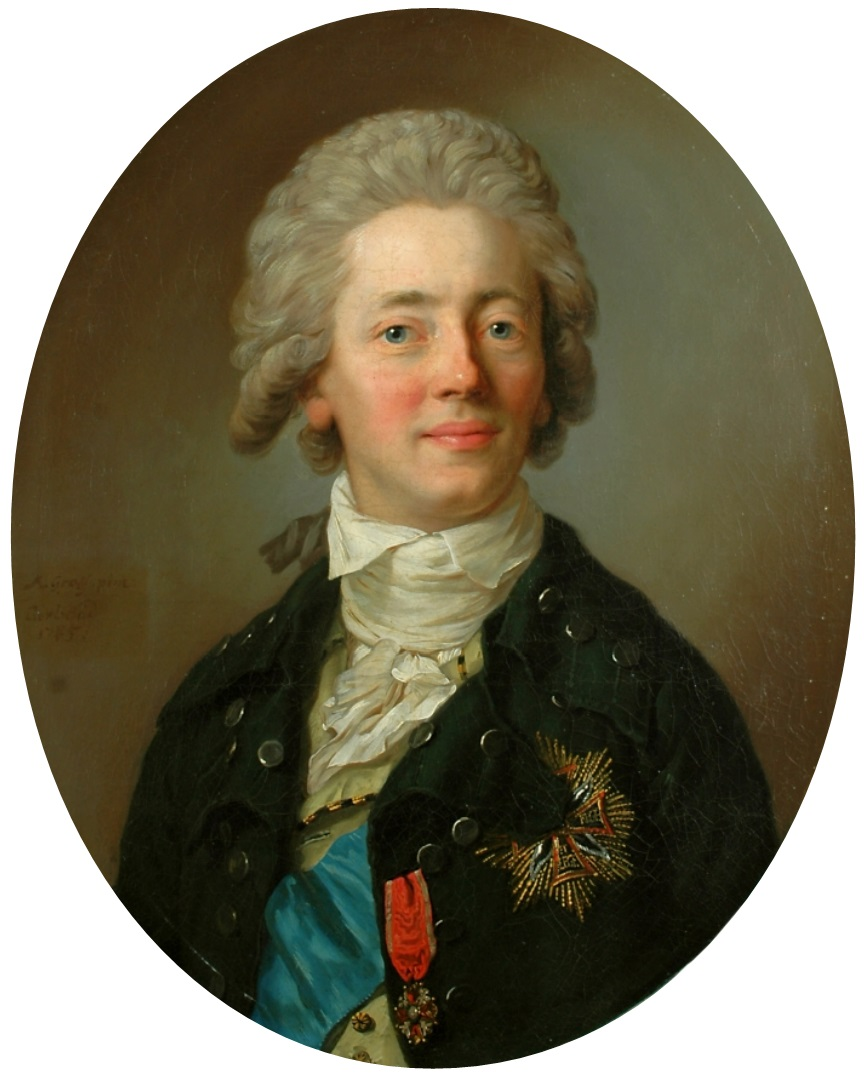
Stanisław Kostka Potocki
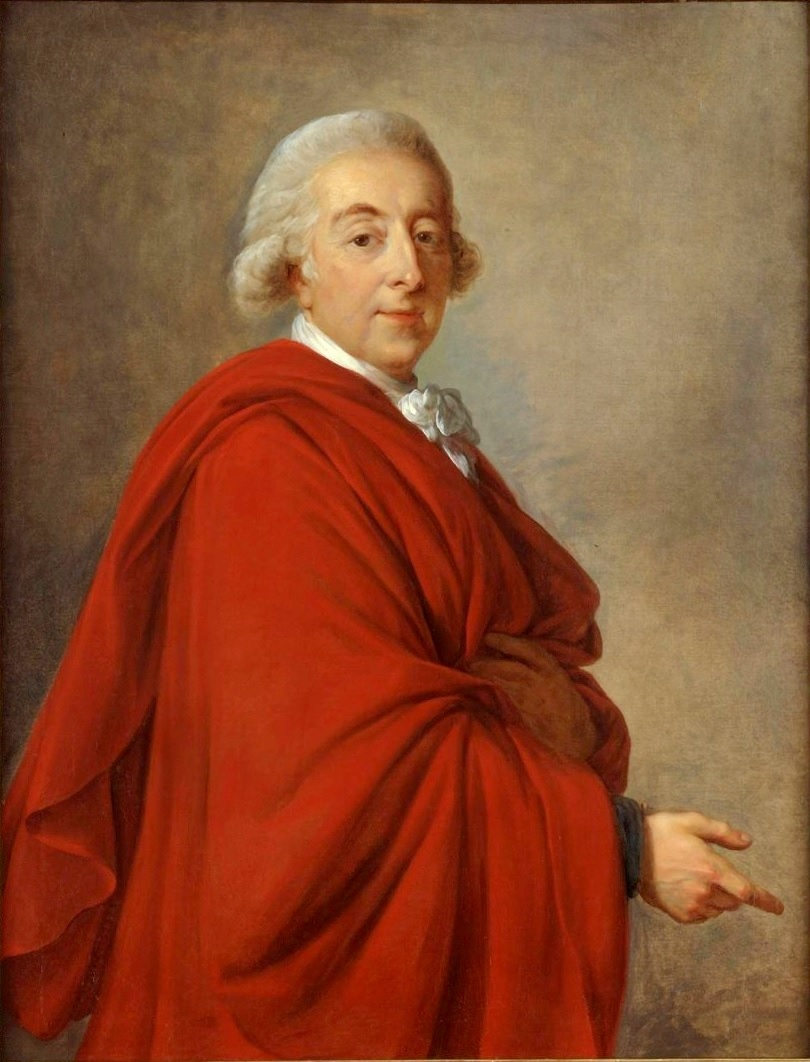
Adamo Casimiro Czartoryski
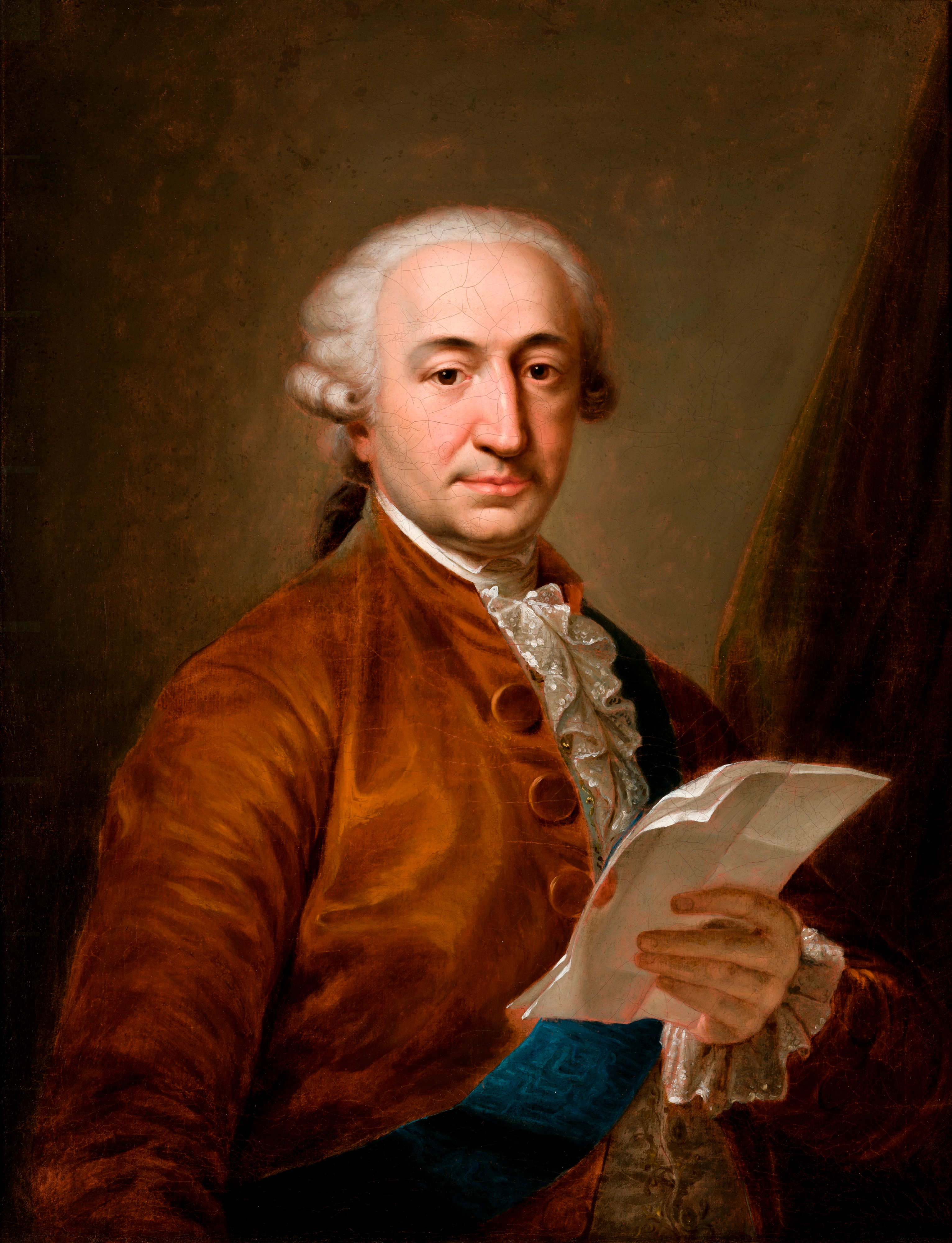
Stanisław Małachowski
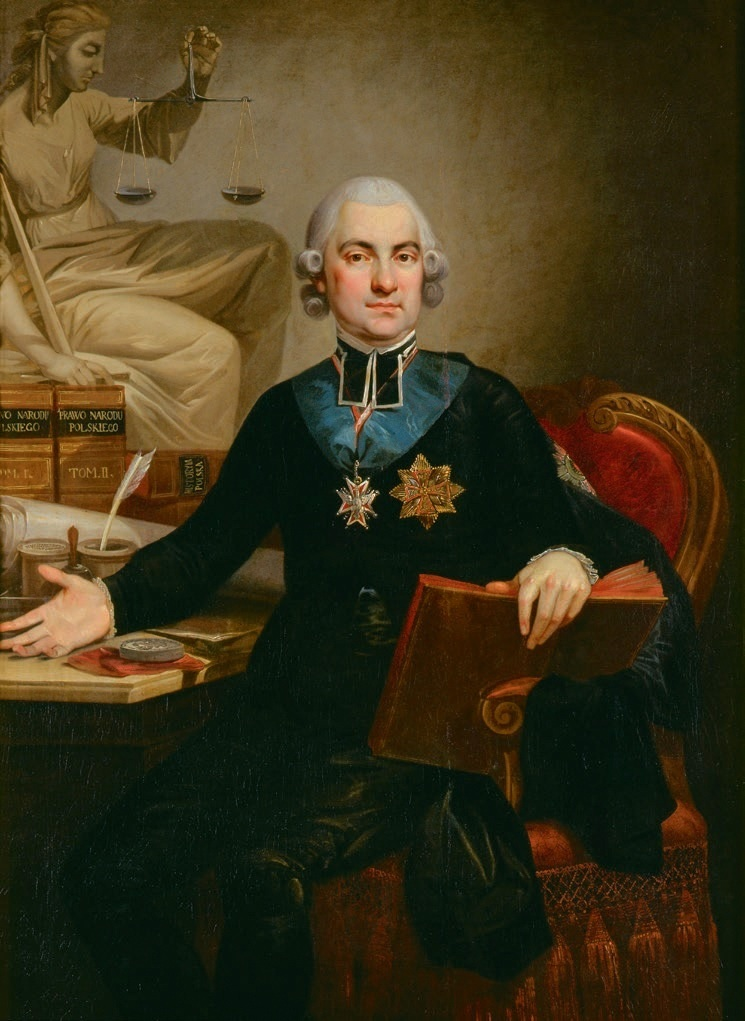
Hugo Kołłątaj